# Pollenia sytshevskajae
Pollenia sytshevskajae este o specie de muște din genul Pollenia, familia Calliphoridae, descrisă de Grunin în anul 1970. Conform Catalogue of Life specia Pollenia sytshevskajae nu are subspecii cunoscute.